# Hocquigny
Hocquigny ist eine französische Gemeinde mit 194 Einwohnern (Stand: 1. Januar 2022) im Département Manche in der Region Normandie. Sie gehört zum Arrondissement Avranches und zum Kanton Bréhal. Die Einwohner werden Hocquignais genannt.

## Geographie
Hocquigny liegt etwa 16 Kilometer nordnordwestlich von Avranches. Der Fluss Thar begrenzt die Gemeinde im Süden. Umgeben wird Hocquigny von den Nachbargemeinden Folligny im Norden und Westen, Équilly im Nordosten, La Haye-Pesnel im Osten sowie La Lucerne-d’Outremer im Süden.

## Bevölkerungsentwicklung
| Jahr                       | 1962 | 1968 | 1975 | 1982 | 1990 | 1999 | 2008 | 2018 |
| Einwohner                  | 205  | 171  | 153  | 148  | 139  | 144  | 186  | 183  |
| Quellen: Cassini und INSEE |      |      |      |      |      |      |      |      |

## Sehenswürdigkeiten
- Kirche Saint-Pierre aus dem 16. Jahrhundert
- alte Priorei Saint-Maur aus dem 12. Jahrhundert

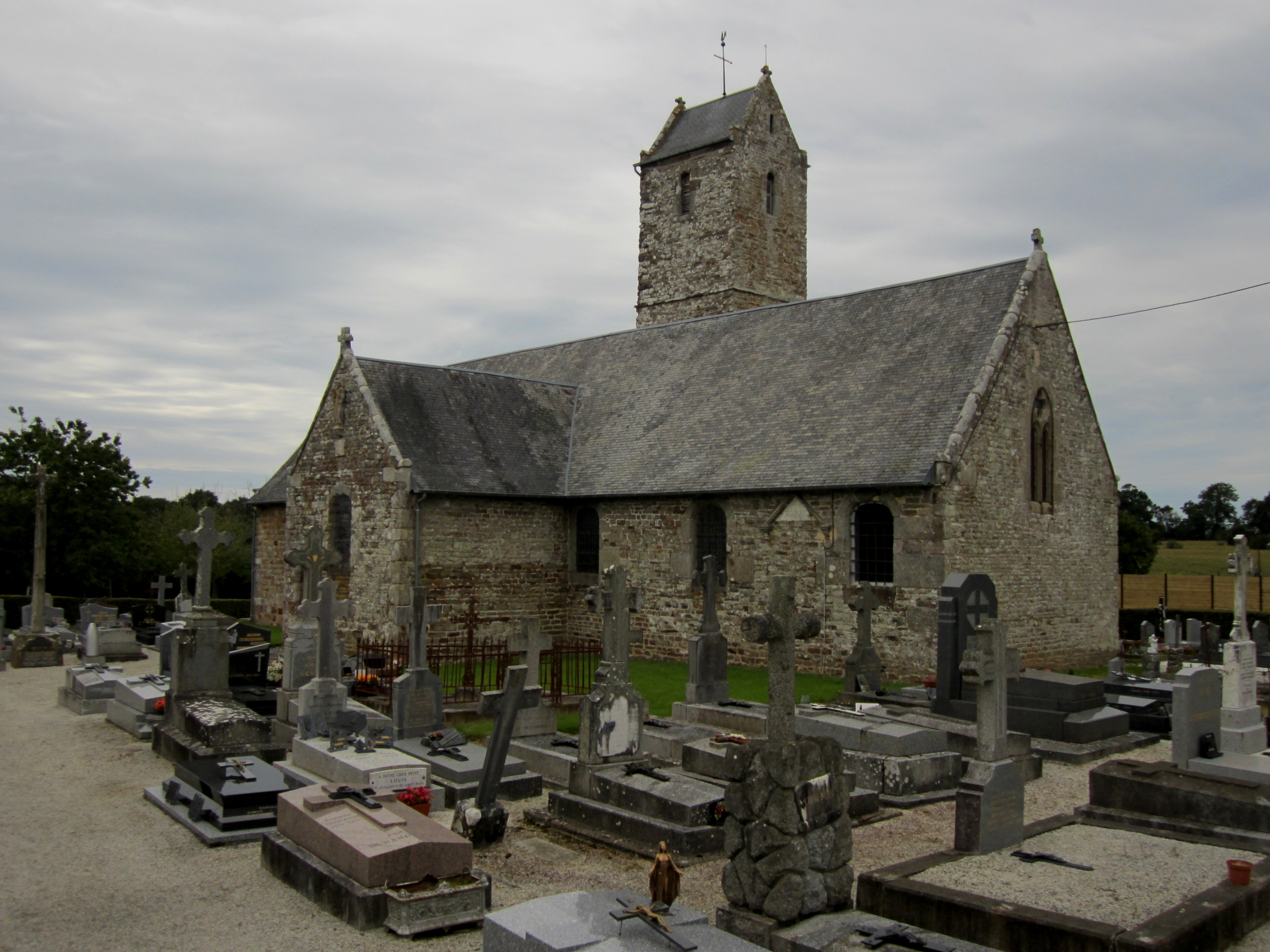
Kirche Saint-Pierre